# La Poudre aux yeux (nouvelles)
Pour les articles homonymes, voir Poudre aux yeux.
La Poudre aux yeux est le titre d'une série de cinq nouvelles publiée par René Boylesve en 1909.

## Résumé
Dans La Poudre aux yeux, un père et son fils, habitant l'un Vendôme et l'autre Paris, se mentent mutuellement sur leur situation financière bien moins florissante qu'ils ne le laissent croire, le fils pour ne pas décevoir son père mais convaincu que la chance va enfin tourner, le père pour continuer à pouvoir aider son fils dans le secret espoir que celui-ci pourra à son tour l'assister.
Grenouilleau est le fils d'un ouvrier que son patron emmène à Nice pour le confronter à la présence des Peaussier, un couple de ses amis, des nouveaux riches. Rien ne se passe comme prévu. Grenouilleau n'est pas ébloui par Nice, qu'il préfère visiter seul pour y rencontrer d'autres ouvriers, et le jour du déjeuner de gala avec les Peaussier, il choisit de manger à la cuisine en compagnie des domestiques.
Ce bon Monsieur... Ménétrier vient de mourir. C'était un vieillard dont la seule distraction, dans sa maison de retraite, était de jouer au bésigue avec d'autres pensionnaires ; il avait même réussi à convertir les religieuses qui géraient la maison de retraite. Sa famille et ses amis s'étaient même cotisés pour que les parties, très faiblement intéressées, puissent se jouer.
Le Gardien de chantiers surveille chaque nuit, accompagné de son chien Baladin, un chantier de construction à Passy. Le narrateur se prend d'amitié pour lui et apprend que cet homme a été entrepreneur et a fait faillite. La conscience de sa déchéance fait qu'il ne réagit pas au vol de son chien, perpétré par quelqu'un qui connaît son passé, et qu'il en dépérit peu à peu, jusqu'à en mourir.
L'Individu que les habitants de trois villas normandes du bord de mer ont vu se dissimuler dans un bois de sapins inquiète : ce vagabond est sans doute là pour cambrioler ou tuer. La gendarmerie, avertie, n'agit pas. Le narrateur décide donc d'aller discuter avec cet individu assis sur une dune, immobile face à l'océan ; c'est en fait un habitant de Guerchy dans l'Yonne qui depuis plus de quarante ans rêvait de voir la mer.

## Analyse de l'œuvre
Sous le titre La Poudre aux yeux, Boylesve publie une série de cinq nouvelles dont la première et la plus longue, qui donne son titre à l'ouvrage, est une version remaniée des Petits Bateaux pour Seringapatam (1905). Ces cinq nouvelles, encore une fois retouchées, sont publiées avec treize autres dans La Marchande de petits pains pour les canards en 1913. La nouvelle La Poudre aux yeux paraît isolément (sous le titre Seringapatam) en 1915 ; elle est rééditée en 2003 par l'association des amis de René Boylesve. Parmi les différences entre la version de 1909 et celle de 1913, l'une des plus révélatrices est la disparition des mentions de l'épouse du narrateur, alors que les relations entre René Boylesve et son épouse se détériorent dans cette période.
Le Gardien de chantiers, publié dans les deux recueils, était paru en juin 1908 sous forme de feuilleton. Il existe 37 versions de ce texte.
Avec des arguments différents, ces cinq nouvelles abordent le même thème, énoncé dans le titre du recueil, celui de l'être et du paraître, de l'impression que l'on donne aux autres, à dessein ou involontairement.

## Éditions
- La Poudre aux yeux, Paris, Dorbon aîné, coll. « Les Bibliophiles fantaisistes », 1909, 139 p.

## Pour en savoir plus